# Johann Huemer
Johann Huemer (1809 – 2. října 1870 Linec) byl rakouský politik německé národnosti z Horních Rakous, během revolučního roku 1848 poslanec Říšského sněmu.

## Biografie
Roku 1849 se uvádí jako Johann Huemer, majitel hospodářství v obci Simbach.
Během revolučního roku 1848 se zapojil do veřejného dění. Ve volbách roku 1848 byl zvolen i na ústavodárný Říšský sněm. Zastupoval volební obvod Eferding. Tehdy se uváděl coby majitel hospodářství. Náležel ke sněmovní levici.
Zemřel v říjnu 1870.